# Mount Allport
Mount Allport är ett berg i Antarktis. Det ligger i Östantarktis. Australien gör anspråk på området. Toppen på Mount Allport är 1 460 meter över havet.
Terrängen runt Mount Allport är lite kuperad, och sluttar norrut. Trakten är obefolkad. Det finns inga samhällen i närheten.